# Rubén Costas
Rubén Armando Costas Aguilera (Santa Cruz de la Sierra, Bolivia; 6 de octubre de 1955) es un agrónomo, dirigente y político boliviano. Fue prefecto y gobernador del departamento de Santa Cruz desde el 22 de enero de 2006 hasta el 4 de enero de 2010 y luego gobernador desde el 30 de mayo de 2010 hasta el 3 de mayo de 2021. 
Ruben Costas se ha caracterizado también por ser uno de los principales líderes de la oposición al gobierno de Evo Morales.

## Biografía
Rubén Costas nació el 6 de octubre de 1955 en la ciudad de Santa Cruz de la Sierra. Es hijo de Rubén Costas Menacho y de Guedy Aguilera de Costas. Está casado con Sonia Vincentti Égüez. Costas fue el primer prefecto (ahora gobernador) de Santa Cruz electo por voto popular en 2005, para la gestión 2006-2010.
Es técnico agrario de profesión, y fue dirigente de la Confederación de Ganaderos de Bolivia, de la Asociación de Productores de Leche, de la Cámara Agropecuaria del Oriente (CAO), y del Comité Cívico de Santa Cruz en 2003-2004.
Fue uno de los propulsores del referendo sobre la autonomía de su departamento, un primer paso para elegir a los prefectos. Impulsó la recolección de firmas para tal fin y fue elegido como prefecto del departamento de Santa Cruz por mayoría de votos en las elecciones regionales de diciembre de 2005. Tomó posesión el cargo en febrero de 2006. Es uno de los líderes más reconocidos de la lucha de las autonomías departamentales.
Costas participó en el Referéndum revocatorio de 2008, pero fue ratificado al recibir 66% de votos a favor en Santa Cruz.
En abril de 2010, Bolivia vivió el primer proceso de elección de gobiernos departamentales autónomos y asambleístas departamentales, junto a alcaldes y concejales municipales. Con un apoyo del 54%, Rubén Costas fue elegido como el primer gobernador de Santa Cruz electo por voto popular, siendo su segunda gestión al frente del departamento. En 2015 fue reelegido como Gobernador con un 60% del voto, para ejercer su tercera gestión al mando del departamento cruceño.
Costas fundó, junto a Ernesto Suárez Sartori y José María Leyes, el Movimiento Demócrata Social, importante partido conservador y de derecha. Este partido cobró importancia entre las elecciones del 2014 y el gobierno de Jeanine Áñez finalizado en 2020.

### Robo armado del 12 de abril de 2011
Rubén Costas fue herido en la mañana del 12 de abril de 2011 en un confuso episodio en Santa Cruz de la Sierra. Según las primeras versiones, dos personas en una motocicleta le dispararon frente al colegio Espíritu Santo saliendo de una agencia del Banco Nacional de Bolivia. Se presume que el gobernador intentaba ayudar a una persona de sexo femenino, cuando la misma era víctima de un robo. Según el primer informe médico, el gobernador ingresó consciente a la clínica a las 10:30 UTC −4 (14:30 UTC ±0) con un impacto de bala en el hueso temporal izquierdo. Finalmente, Rubén Costas fue dado de alta a las pocas semanas de lo ocurrido.

## Posiciones Políticas
Costas se define como un «liberal de izquierda» que busca la equidad social.